# Ervin Zádor
Ervin Zádor (ur. 4 czerwca 1935 w Budapeszcie, zm. 29 kwietnia 2012 w Linden w Kalifornii) –  węgierski piłkarz wodny, zdobywca złotego medalu z drużyną na Letnich Igrzyskach Olimpijskich w 1956 roku w Melbourne.

## Kariera
Ervin Zádor reprezentował Węgry na igrzyskach olimpijskich 1956 w Melbourne. Zagrał w czterech meczach i strzelił pięć goli.
6 grudnia 1956 roku, reprezentacje Węgier i ZSRR spotkały się ze sobą w półfinale igrzyskach olimpijskich. Ze względu na brutalną inwazję Sowietów na Węgrzech i dużego napięcia między zespołami, oczekiwano bardzo zaciętej i brutalnej gry pomiędzy tymi zespołami.
Ervin Zádor strzelił w tym meczu dwie bramki i wyprowadził swój zespół na prowadzenie na 4:0. Chwilę później podczas meczu zawodnik radziecki Walentin Prokopow uderzył Zádora w twarz, trafiając w prawy łuk brwiowy. Krew na prawym łuku brwiowym Zádora, który staje się symbolem tego meczu, doprowadziła do zabarwienia się wody na czerwoną. Po tym niesportowym zagraniu publiczność kibicująca Węgrom próbowała wymierzyć sprawiedliwość na własną rękę, a sędzia był zmuszony przerwać mecz przed czasem i uznać zwycięstwo Węgrów. W wyniku tego incydentu Zádor nie wystąpił w meczu finałowym z Jugosławią, ale mimo tego Węgrzy wygrali w finale 2:1 i zdobyli złoty medal igrzysk olimpijskich
W kwietniu 2006 roku ukazał się film dokumentalny pt.Freedom's Fury z Lucy Liu i Quentinem Tarantino jako producentami wykonawczymi. Opowiada on o powstaniu węgierskim i meczu piłki wodnej pomiędzy drużynami Węgier i ZSRR-u podczas igrzysk olimpijskich w 1956 roku. W tym filmie również jest ukazany wizerunek Ervina Zádora. W 2006 roku w wywiadzie Zádor powiedział, iż strategia gry drużyny węgierskiej miała doprowadzić do gniewu radzieckiej drużyny i popełniania przez nich błędów.
Słynny amerykański pływak Mark Spitz, który jest narratorem filmu Freedom's Fury, był trenowany przez Ervina Zádora.

## Życie prywatne
Urodzony w Budapeszcie Zádor po igrzyskach olimpijskich odmówił powrotu do kraju okupowanego przez Sowietów i został uchodźcą politycznym. Osiadł w Linden w Kalifornii.